# Scott de la Vega

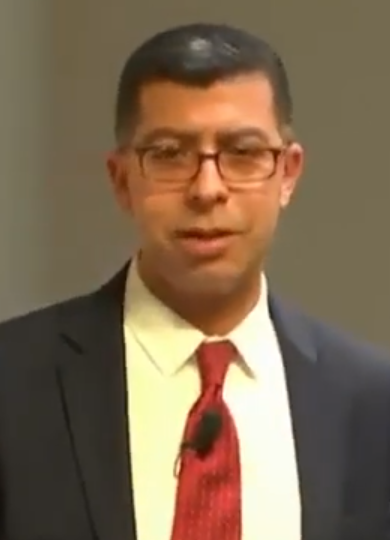
Scott de la Vega (2020)

Scott de la Vega ist ein amerikanischer Anwalt, der vor kurzem kommissarischer Innenminister der Vereinigten Staaten war. Er übte dieses Amt seit dem 20. Januar 2021 als Nachfolger von David Bernhardt aus, bis Deb Haaland am 15. März 2021 als neue Amtsinhaberin durch den Senat der Vereinigten Staaten bestätigt wurde.
Er erließ einen Stopp betreffs des Erteilens von neuen Pachtverträgen für Öl- und Gas auf Bundesland. Er annullierte eine Trump Richtlinie, wonach kein Bundesland von Dritten gekauft und konserviert werden darf.